# Polyrhachis andromache
Polyrhachis andromache är en myrart som beskrevs av Julius Roger 1863. Polyrhachis andromache ingår i släktet Polyrhachis och familjen myror.

## Underarter
Arten delas in i följande underarter:
- P. a. andromache
- P. a. semitestacea